# تپه وستاکاکولان
تپه وستاکاکولان مربوط به کالکولتیک (مس‌سنگی) - دوره اسلامی قرن ۶ تا ۸ ه.ق است و در شهرستان پیرانشهر، بخش مرکزی، دهستان منگور غربی، روستای شختان واقع شده است. این اثر در تاریخ ۳۰ دی ۱۳۸۵ با شمارهٔ ثبت ۱۶۸۵۸ به عنوان یکی از آثار ملی ایران به ثبت رسیده است.